# Heinz Jankofsky
Heinz Jankofsky (* 28. September 1935 in Berlin; † 2. Mai 2002 in Bebersee, Templin, Brandenburg) war ein deutscher Karikaturist und Cartoonist.

## Leben und Werk
Jankofsky absolvierte von 1951 bis 1953 eine Lehre als Betriebsschlosser und arbeitete danach bis 1968 als Lokomotivschlosser bei der Deutschen Reichsbahn. Daneben betätigte er sich autodidaktisch als Zeichner, vor allem von Karikaturen, und 1968 veröffentlichte des Satire-Blatt Eulenspiegel das erste Mal eine seiner Zeichnungen. Ab 1968 arbeitete Jankofsky freiberuflich als Pressezeichner, vor allem als Karikaturist und Cartoonist, insbesondere für den Eulenspiegel, die Wochenpost, die Neue Berliner Illustrierte (NBI), die Ostseezeitung, die Berliner Zeitung, die Sächsische Zeitung und die Superillu. Charakteristisch für seine Figuren sind ihre übertriebenen Nasen.
Jankofsky war bis 1990 Mitglied des Verbands Bildender Künstler der DDR.

## Publikationen
- Die genaue Urzeit und ihre Folgen. Karikaturen. Eulenspiegel, Berlin 1985. ISBN 3-359-00120-6.
- Katze und Maus. Karikaturen. Eulenspiegel, Berlin 1989. ISBN 3-359-00337-3.
- Bitte (nicht) zurückbleiben …! Ein Verkehrs-Bilderbuch. Tribüne, Berlin 1990, ISBN 3-7303-0470-4.
- Auf baldige Genesung! Cartoons zum Gesundlachen. Rowohlt, Reinbek 1992, ISBN 3-499-13143-9.
- Die Wahrheit über Angler. Cartoons. Rowohlt, Reinbek 1993, ISBN 3-499-13211-7.
- Das dicke Jankofsky-Buch. Herausgegeben von Sonja Schnitzler. Eulenspiegel, Berlin 1994, ISBN 3-359-00752-2.
- Der Schein fürs Sein. Eulenspiegel-Das-Neue-Berlin, Berlin 1995, ISBN 3-359-00762-X.
- Knigge für Beamte. Ein Handbuch für Staatsdiener. Eulenspiegel, Berlin 1996. Vier Auflagen bis 2007. ISBN 3-359-00869-3.
- Nun traut euch mal! Karikaturen. Eulenspiegel, Berlin 1996, ISBN 3-359-00850-2.
- Petri Heil! (= Eule quickies, Band 8). Eulenspiegel, Berlin 1996, ISBN 3-359-00861-8.
- So ein Hundeleben. Karikaturen. Eulenspiegel, Berlin 1997, ISBN 3-359-00903-7.
- mit Andreas Kurtz: Zum Piepen! Eulenspiegel, Berlin 1998, ISBN 3-359-00914-2.
- Bullen, Banken und Banditen. Eulenspiegel, Berlin 1998, ISBN 3-359-00915-0.
- Kneipentour. Karikaturen. Eulenspiegel, Berlin 1999, ISBN 3-359-00964-9.
- Kerngesund und krankgelacht. Eulenspiegel, Berlin 2000, ISBN 3-359-00993-2.
- Jetzt ist Sense. Eulenspiegel, Berlin 2001, ISBN 3-359-01423-5.
- Nasen, die man nie vergißt. Das Beste aus der Super-Illu. Eulenspiegel, Berlin 2002, ISBN 3-359-01455-3.
- Frauen und andere Katastrophen. Eulenspiegel, Berlin 2004, ISBN 3-359-01608-4.
- Burratino. Nach Alexei Tolstoi. Eulenspiegel, Berlin 2005, ISBN 3-359-01628-9.
- mit Johannes Conrad: Kinder, der reine Wahnsinn. Eulenspiegel, Berlin 2005, ISBN 3-359-01624-6.
- Nikolai Nossow: Nimmerklug im Knirpsenland (= Klassiker der DDR-Bildgeschichte, Band 20). Holzhof, Dresden 2010, ISBN 978-3-939509-20-2.

### Illustrationen
- Rolf Liebold: Geschichten vom kleinen Ossi. Edition q, Berlin 1991, ISBN 3-928024-33-7.
- Wolfgang Brenneisen: Das endgültige Tennis-Handbuch. Rowohlt, Reinbek 1992, ISBN 3-499-13022-X.
- Heinz Röhl: 10 Jahre sind zuviel! Eulenspiegel, Berlin 1998, ISBN 3-359-00930-4.
- Die heitere Sprechstunde. Arzt- und Patientenwitze. Eulenspiegel, Berlin 2007, ISBN 978-3-359-01675-5.
- Hans-Jürgen Uchdorf: Der Blitzableiter am Klavier. Noetzel, Wilhelmshaven 2008, ISBN 978-3-7959-0895-9.

## Ausstellungen (unvollständig)
- 1977/178 und 1982/1983: Dresden, VIII. und IX. Kunstausstellung der DDR
- 1985: Berlin, Einzelausstellung
- 1986: Greiz, Sommerpalais der Staatlichen Museen (4. Karikaturenbiennale der DDR mit „Satiricum ´86“)